# Remache semitubular

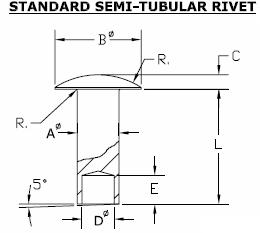
Remache semitubular

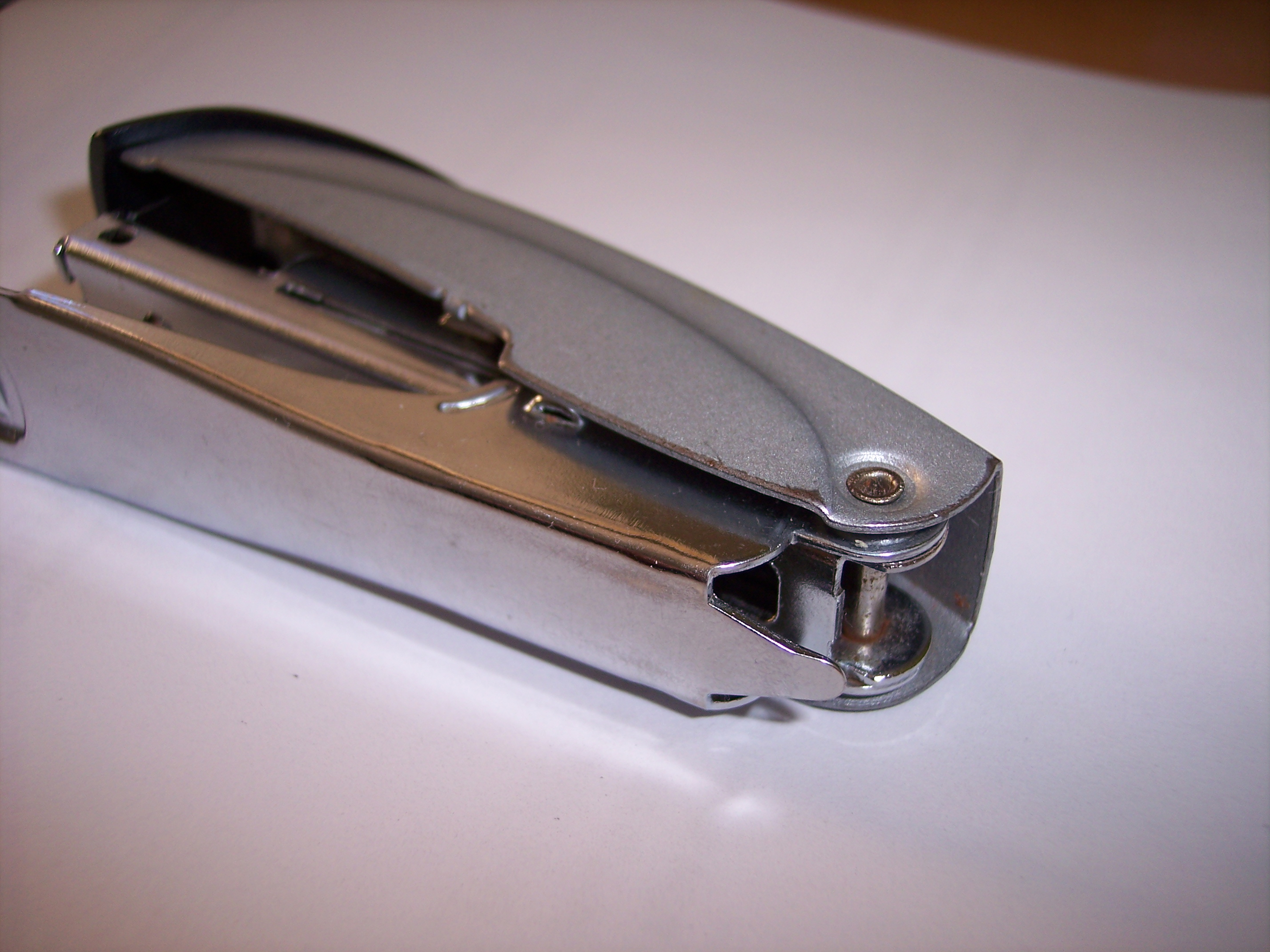
Remache semitubular instalado en una grapadora de bolsillo.

El remache semitubular (roblón semitubular) un tipo de roblón constituido por una cabeza, un vástago y un orificio en el extremo del vástago opuesto a la cabeza. El agujero puede ser cónico o recto. La profundidad del mismo nunca puede exceder 1.12 veces el diámetro de la caña (cuerpo) del remache. La unión se realiza mediante la cabeza en un extremo y la deformación plástica de la zona agujereada del vástago hacia los exteriores. La unión debe ser maciza, es decir, la deformación plástica se realiza hasta la profundidad del agujero. Para la instalación de un roblón semitubular se requiere 1/4 de la fuerza que se necesitaría para instalar un roblón sólido.

## Materiales
Los materiales más empleados para estos tipos de remaches son los siguientes:
- Acero: Se utilizan principalmente aceros blandos, dúctiles para facilitar el proceso de deformación plástica. El contenido en carbono es bajo. Conforme aumenta el contenido en carbono, el remache será más difícil de deformar, ya que la dureza del acero aumenta. Además, en el caso de usar un acero de alto contenido en carbono, no se podrá extruir el agujero durante su fabricación y consecuentemente tendrá que ser taladrado. See recomienda usar materiales con grado AISI bajo, ya que son más dúctiles, siempre que se cumplan con las especificaciones de resistencia mínimas.

- Aluminio: Es un material blando y muy dúctil, muy adecuado para esta aplicación. Destaca por su gran alargamiento hasta rotura. Se utiliza en aplicaciones que tengan que soportar pocas solicitaciones.

- Latón: Material blando y dúctil. Posee características de autolubricación.

- Cinc: Material blando y dúctil.

Para evitar la Corrosión galvánica entre dos metales distintos, el remache debería que ser del mismo material (o compatible)  que los elementos a unir.
Con respecto a los materiales a unir, podemos destacar la gran variedad de materiales. Se suelen utilizar para unir materiales blandos, como plásticos, goma, cuero, chapa fina metálica.

### Variantes geométricas
Principalmente se emplean tres cabezas para los remaches para los remaches tubulares y semitubulares:
- Cabeza universal

- Cabeza de gota de sebo - DIN 6791

- Cabeza embutida - DIN 6792.

Además, se pueden encontrar una gran variedad de cabezas decorativas.

## Características

### Aptitud para ensamblaje
Los remaches del tipo tubular están indicados para grandes volúmenes de producción, siendo usual el empleo de remachadoras automáticas o semiautomáticas. La principal ventaja que tienen sobre los robloes sólidos es que requieren una fuerza de aplicación mucho menor, por lo que se pueden fijar de una forma más sencilla si se realiza de forma manual y de una forma más rápida y con utillaje menos potente si se utiliza una forma de instalación automatizada o semiautomatizada. Por esta razón, el campo de aplicación de los remaches semitubulares es muy extenso, dentro de las aplicaciones que no requieren unos grandes esfuerzos de unión.

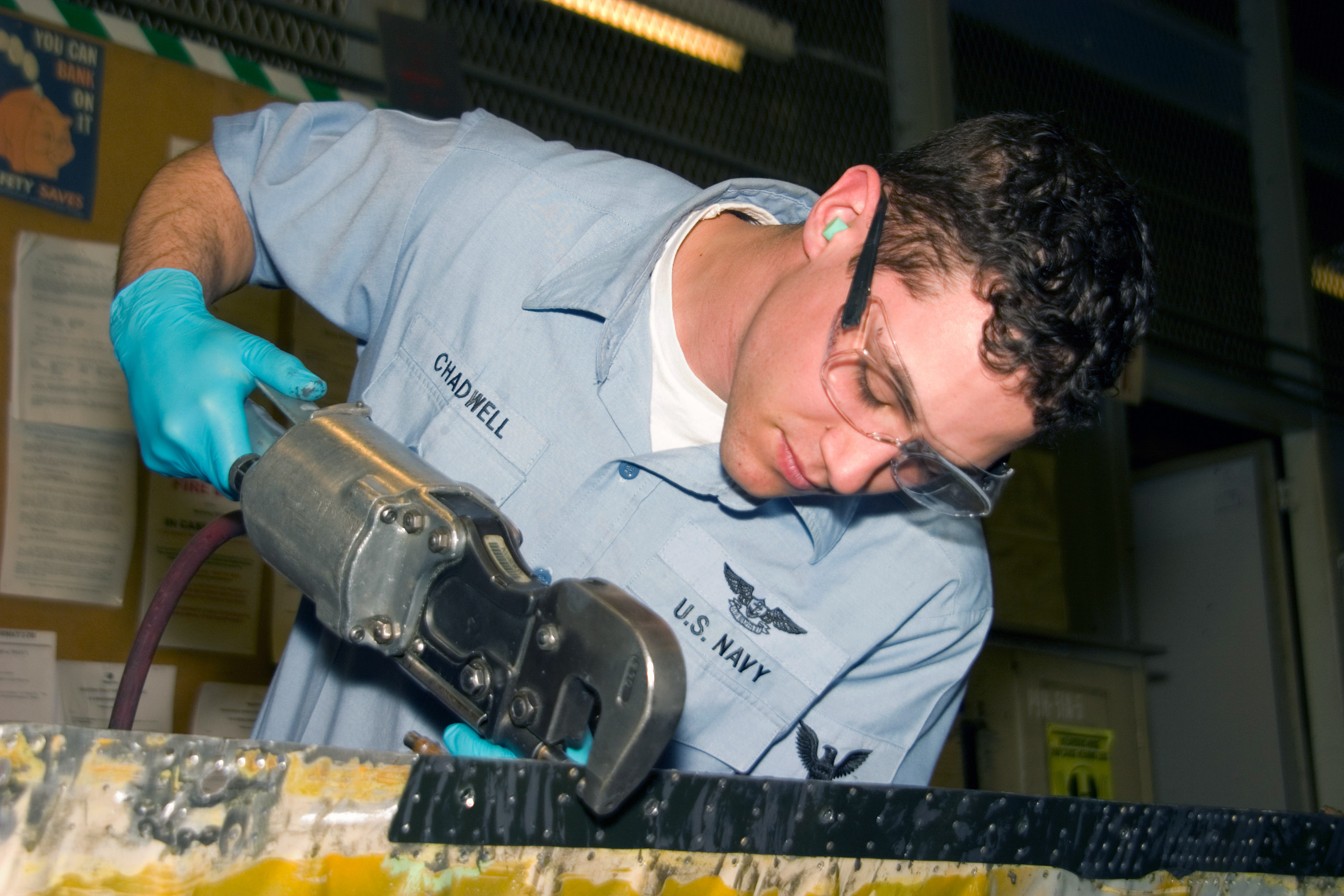
Mecánico de la Marina de los Estados Unidos, manejando una máquina para instalación de remaches.

### Desmontabilidad
Las uniones de roblones semitubulares no son desmontables. No obstante, en caso de querer sustituir un roblón semitubular se puede realizar un taladrado de la cabeza deformada e intentar extraerlo del agujero. Si esto no es posible se debe taladrar el roblón entero.

### Esfuerzos a soportar
Los roblones y remaches trabajan principalmente a cortante, aunque también pueden soportar esfuerzos de tracción de poca magnitud.
- Fallo por cortante

El fallo por cortante puede ocurrir de dos formas: puede fallar el cuerpo del remache o el material de las piezas a unir, provocando una elongación del agujero. Ambos fallos se pueden prevenir seleccionando un diámetro del remache (y del agujero) adecuado.
- Fallo a tracción

Las fuerzas que tienden a separar las dos (o más) partes unidas provocan tracción en el remache. La fuerza de retención de una unión remachada se define como la máxima fuerza de separación que puede soportar sin provocar el fallo del remache o del propio material. 
En el caso de los plásticos u otros materiales no metálicos, la fuerza de retención de las piezas a juntar es normalmente más baja y por tanto, más significativa que la del propio remache. La resistencia de las piezas a este tipo de fallo es proporcional al espesor de los materiales a unir, la circunferencia de la cabeza y el extremo deformado del remache y la resistencia a cortante del material, en el plano perpendicular a su superficie.
La causa más común de fallo de un remache es el doblado o rotura del extremo deformado.

### Ambiente de trabajo
Todos los remaches y roblones presentan las mismas restricciones con respecto al ambiente en el que pueden trabajar. La temperatura máxima de trabajo dependerá del material empleado. No es recomendable utilizar este tipo de unión si se quiere trabajar a presión ya que no ofrecen estanqueidad al conjunto, aunque en estos casos se pueden utilizar cabezas especiales para la presión. Por último, hay que prestar especial atención a la Corrosión galvánica que se da al juntar dos o más metales diferentes. Siempre que sea posible se emplearán remaches del mismo material que las piezas a unir, en caso contrario se usarán separadores.

### Apariencia
La estética de la unión dependerá básicamente del tipo de cabeza empleado y del acabado superficial. Normalmente hay una gran variedad de acabados superficiales disponibles para cada aplicación.

### Coste
Los costes que hay que tener en cuenta se pueden dividir en dos categorías:
- Coste unitario por ensamblaje: incluye el coste de los remaches, los costes directos e

indirectos del proceso.
- Inversión en maquinaria: es la inversión inicial en máquinas remachadoras. Se tienen

que considerar factores como el tiempo de amortización o la vida útil de la máquina.

## Normativa y estándares
La norma UNE 17003 clasifica los tipos de remaches según la forma de su cabeza. Los remaches de cabeza esférica tienen la cabeza de asiento de forma abombada.
La norma UNE 17012 clasifica los tipos de remaches denominados remaches especiales según su forma. Los tipos de cabeza pueden ser los correspondientes a la norma UNE 17003.